# Poesia lírica
A poesia lírica é um subgênero de literatura voltado para a expressão poética de sentimentos, percepções e experiências individuais. É marcada pela presença constante do "eu" e apresenta um texto geralmente curto e emotivo, manifestando-se em uma vasta quantidade de formas poéticas, como o soneto e o haiku.

## Classificação poesia lírica
Na poesia lírica o poeta fala diretamente ao leitor, representando os sentimentos, estado de espírito e percepções dele ou dela. O poema funciona como uma fotografia, registando emoções e sentimentos do "eu lírico", isto é, a voz que se manifesta no poema. Essa voz pode representar o "eu" do próprio poeta (poesia confessional como a de Bocage) ou de outra pessoa ou ser.

## Classificação poesia satírica
A literatura medieval portuguesa testemunha uma vocação satírica cultivada desde os cancioneiros primitivos até à poesia palaciana. Na lírica trovadoresca galego-portuguesa, as cantigas de escárnio e maldizer, visando com frequência certas personagens como jograis, soldadeiras, clérigos, fidalgos, plebeus nobilitados, satirizam certos aspetos da vida da corte, circunstâncias políticas, situações anedóticas e picarescas que apresentam uma ridicularização do amor cortês. Menos licenciosa, a poesia satírica do Cancioneiro Geral, assumindo também a sátira à sociedade do tempo, moteja costumes, indumentárias, constrangimentos da vida da corte; assume, frequentemente, uma postura antiexpansionista; denuncia a desordem social e apresenta, num ataque às damas, o reverso do amor cortês, privilegiando as composições coletivas de tom jocoso.

## Poetas
- Horácio
- Virgílio
- Catulo
- Antero de Quental
- Cesário Verde
- Camilo Pessanha
- Fernando Pessoa
- Rubén Darío
- Jorge Luis Borges
- Octavio Paz
- Victor Hugo
- Charles Baudelaire
- Stéphane Mallarmé
- Paul Verlaine
- John Keats
- T. S. Eliot
- William Butler Yeats
- Edgar Allan Poe
- Walt Whitman
- Johann Wolfgang von Goethe
- Friedrich Hölderlin
- Rainer Maria Rilke
- Luís Vaz de Camões
- Gregório de Matos
- Sebastião da Gama
- Vinicius de Moraes